# Eiga Jewelpet: Sweets Dance Princess
Eiga Jewelpet: Sweets Dance Princess (映画ジュエルペット スウィーツダンスプリンセス, Eiga Juerupetto: Suwītsu Dansu Purinsesu, literalmente, "Joias de Animais de Estimação o Filme: A Doce Dança da Princesa") é um filme de anime japonês e o primeiro longa-metragem de Jewelpet. Foi produzido pelo Studio Comet, realizado por Hiroaki Sakurai e escrito por Takashi Yamada. O filme foi lançado no Japão em 11 de agosto de 2012. O disco blu-ray e DVD do filme foram lançados pela Tōhō em 25 de janeiro de 2013.
Sweets Dance Princess é uma história completamente nova, que se passa num universo alternativo do anime Jewelpet.

## Produção
O filme foi anunciado pela primeira vez em fevereiro de 2012, apresentando os Sweetspets, que apareceram pela primeira vez no anime Jewelpet Sunshine, bem como os outros personagens que foram criados exclusivamente para o filme. O segundo trailer de 30 segundos de duração foi lançado em 1 de março de 2012. A conferência de imprensa do filme foi realizada em 30 de março de 2012, que ocorreu no Hotel Imperial de Tóquio para promover o filme. As estrelas convidadas foram a atriz infantil Mana Ashida e Yuko Yamaguchi, a desenhista da Hello Kitty. Yamaguchi afirmou que cantar e dançar com Ashida foi divertido, e ela é fofa e cheia de energia e se encaixa perfeitamente no tema musical do filme.
Quando o filme foi lançado nos cinemas, acabou faturando duplicadamente com o curta-metragem Onegai My Melody Yū & Ai.

## Enredo
Ruby e seus amigos estão todos indo para Sweetsland, o lar das Sweetspets para celebrar o aniversário da Princesa Mana no festival. No entanto, durante os preparativos, um estranho objeto cai do céu, contendo um Sweetspet masculino chamado Gumimin. Sem saber ao todo, ele pode ser a única chave para salvar Sweetsland de um caos iminente, e comer todos os doces na Terra poderá salvá-la.

## Elenco

### Personagens principais
| Personagem | Seiyū            |
| ---------- | ---------------- |
| Ruby       | Ayaka Saito      |
| Garnet     | Aya Hirano       |
| Sapphie    | Nozomi Sasaki    |
| Labra      | Miyuki Sawashiro |
| Angela     | Aki Toyosaki     |
| Jasper     | Kenichirō Ōhashi |
| Charotte   | Mako Sakurai     |
| Sango      | Ai Shimizu       |
| Sakuran    | Rina Hidaka      |

### Personagens convidados
- Mana Ashida como Princesa Mana (マーナ姫, Māna hime): A filha dos governantes do Reino de Sweetsland, Mana nasceu em Sweetsland e está comemorando seu sétimo aniversário. Apesar de ter nascido na alta sociedade, Mana é humilde com todos. Ela é uma artista de mangá amadora e também adora bolo e dançar. Ela também exerce a coroa que permite-lhe coletar e usar a magia dos Sweetspets, ampliando-os.
- Hiroki Shimowada como Duke Creme de Brûlée (クレーム・ド・ブリュレ公爵, Kurēmu do buryure kōshaku): Duke Creme de Brûlée é o jovem duque do Reino de Sweetsland, que queria todo o reino para si mesmo. Ele tem uma agenda secreta e quer o afeto de Mana enquanto derruba o reino. Chocolat é um de seus agentes, que ele mandou espiar os amigos de Ruby. Ele também é responsável pelo envio de Gumimin aos amigos de Ruby, mas apaga sua memória.
- Yumiko Kobayashi como Park (パクくん, Pakukun) / Gumimin (グミミン, Gumimin): Um Sweetspet feneco, que desceu dos céus de Sweetsland enquanto Ruby e seus amigos dançavam e brincavam. Em sua primeira aparição, ele sofre de amnésia e não se recorda de quem ele é, então ele é chamado de Park por seus amigos. Park tende a ser burro e também gosta de todos os tipos de doces, mas também quer ser solidário para Ruby. O Duke têm interesses sobre ele, mais tarde é revelado sobre ele ser um lendário Sweetspet. Yuko declarou que o nome de Gumimin, vem da palavra inglesa "Gummy candy", que em português significa bala de goma, durante uma conferência de imprensa do filme.

## Música
A música do filme foi composta por Wataru Maeguchi, que compôs a banda sonora da série de anime Hayate the Combat Butler e Suzy's Zoo Daisuki! Witzy.
O nome da abertura do filme é Yume no mahō (夢の魔法, lit. Magia dos Sonhos) e o título do encerramento é Zutto Zutto Tomodachi (ずっとずっとトモダチ, lit. Vamos ser Amigas sem Parar, Para Sempre), os dois temas foram performados pela cantora e atriz juvenil japonesa Mana Ashida. "Zutto Zutto Tomodachi" é também a canção de encerramento da quarta temporada de Jewelpet Kira☆Deco! que foi lançada em 16 de maio de 2012, enquanto "Yume no mahō" é uma canção totalmente nova, que foi composta especialmente para o filme. O álbum da banda sonora oficial do filme, intitulado Eiga Jewelpet: Sweets Dance Princess Soundtrack (映画ジュエルペット スウィーツダンスプリンセス サウンドトラック, Eiga Juerupetto: Suwītsu Dansu Purinsesu Saundotorakku) foi lançado em 8 de agosto de 2012.

## Recepção
O filme ficou na décima-quarta posição da bilheteira do Japão e ganhou em torno de US$355.395 (R$819.043,317), o filme foi exibido em cento e seis ecrãs, em 11 de agosto de 2012. Mas em seguida, ele abaixou na lista, uma semana depois.